# Rosny – Bois-Perrier (stanice metra v Paříži)
Rosny – Bois-Perrier je stanice pařížského metra, která leží ve městě Rosny-sous-Bois východně od Paříže. Je umístěna u železničního nádraží, kde bude možný přestup na linku RER E. Zprovozněna byla 13. června 2024 a jedná se o konečnou stanicí linky 11. Do roku 2030  se zde má napojit budoucí linka 15. Stanice se nachází na povrchu, samotné kolejiště je však umístěno pod zemí.

## Výstavba
Linka 11 by měla být následně prodloužena dále na východ do stanice Noisy – Champs a stanice Rosny – Bois-Perrier se stane běžnou přestupní stanicí.

## Název
Název stanice je odvozen od blízké železniční stanice.